# 체크시트

체크시트(check sheet)는 데이터가 생성된 장소에서 실시간으로 데이터를 수집하기 위해 사용하는 양식(문서)이다. 체크시트가 포착하는 데이터는 정량적일 수도 있고 정성적일 수도 있다. 정보가 정량적인 경우 체크시트를 톨리 시트(tally sheet)라고도 한다.
체크시트는 소위 품질 관리를 위한 7가지 기본 도구 중 하나이다.

## 형식
체크시트의 특징은 시트에 표시("체크")를 하여 데이터를 기록한다는 것이다. 일반적인 체크시트는 여러 영역으로 나누어져 있으며, 각 영역에서 만들어진 마크는 서로 다른 의미를 갖는다. 시트에 표시된 마크의 위치와 개수를 관찰하여 데이터를 읽는다.
체크시트는 일반적으로 육하원칙에 답하는 제목을 사용한다.
- 체크시트를 작성한 사람
- 수집된 내용(각 수표가 나타내는 것, 식별용 배치 또는 로트 번호)
- 수집이 이루어진 장소(시설, 방, 기구)
- 수집이 이루어진 시기(시간, 교대, 요일)
- 데이터가 수집된 이유.